# 10549 Helsingborg
För andra betydelser, se Helsingborg (olika betydelser).
10549 Helsingborg eller 1992 RM2 är en asteroid i huvudbältet som upptäcktes den 2 september 1992 av den belgiske astronomen Eric W. Elst vid La Silla-observatoriet. Den är uppkallad efter den svenska staden Helsingborg.
Asteroiden har en diameter på ungefär 4 kilometer och den tillhör asteroidgruppen Eunomia.